# Kanton Saint-Georges-sur-Loire
Der Kanton Saint-Georges-sur-Loire war von 1790 bis 2015 ein französischer Wahlkreis im Arrondissement Angers, im Département Maine-et-Loire und in der Region Pays de la Loire; sein Hauptort war Saint-Georges-sur-Loire. Im Zuge der Umorganisation im Jahr 2015 wurde der Kanton aufgelöst und seine Gemeinden auf die Wahlkreise Chalonnes-sur-Loire und Angers-3 aufgeteilt.
Der Kanton umfasste Wahlberechtigte aus folgenden zehn Gemeinden:
| Gemeinde                  | Einwohner Jahr | Fläche km² | Bevölkerungsdichte | Code INSEE | Postleitzahl |
| ------------------------- | -------------- | ---------- | ------------------ | ---------- | ------------ |
| Béhuard                   | 119 (2013)     | 2,21       | 54 Einw./km²       | 49028      | 49170        |
| Champtocé-sur-Loire       | 1866 (2013)    | 36,76      | 51 Einw./km²       | 49068      | 49123        |
| Ingrandes                 | 1661 (2013)    | 6,65       | 250 Einw./km²      | 49160      | 49123        |
| La Possonnière            | 2416 (2013)    | 18,36      | 132 Einw./km²      | 49247      | 49170        |
| Saint-Georges-sur-Loire   | 3529 (2013)    | 33,36      | 106 Einw./km²      | 49283      | 49170        |
| Saint-Germain-des-Prés    | 1400 (2013)    | 19,76      | 71 Einw./km²       | 49284      | 49170        |
| Saint-Jean-de-Linières    | 1766 (2013)    | 8,66       | 204 Einw./km²      | 49289      | 49070        |
| Saint-Léger-des-Bois      | 1609 (2013)    | 15,42      | 104 Einw./km²      | 49298      | 49170        |
| Saint-Martin-du-Fouilloux | .672 (2013)    | 14,82      | 113 Einw./km²      | 49306      | 49170        |
| Savennières               | 1376 (2013)    | 21,01      | 65 Einw./km²       | 49329      | 49170        |